# 萬物新玻璃介
萬物新玻璃介（学名：Neocandona wanwuia）为金星介科新玻璃介屬下的一个种。